# Volkerak

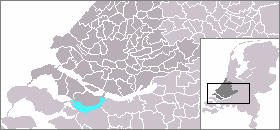
Lage des Volkerak

Der Volkerak ist eine Wasserstraße im Rhein-Maas-Delta, die die Insel Goeree-Overflakkee vom niederländischen Festland (Noord-Brabant, Gemeinden Steenbergen und im Osten Moerdijk) trennt. Der Westteil heißt Krammer, im Osten ist es über die Volkerak-Schleusen mit dem Hollands Diep und Haringvliet verbunden. Er entstand wahrscheinlich bei der Elisabethenflut 1421.

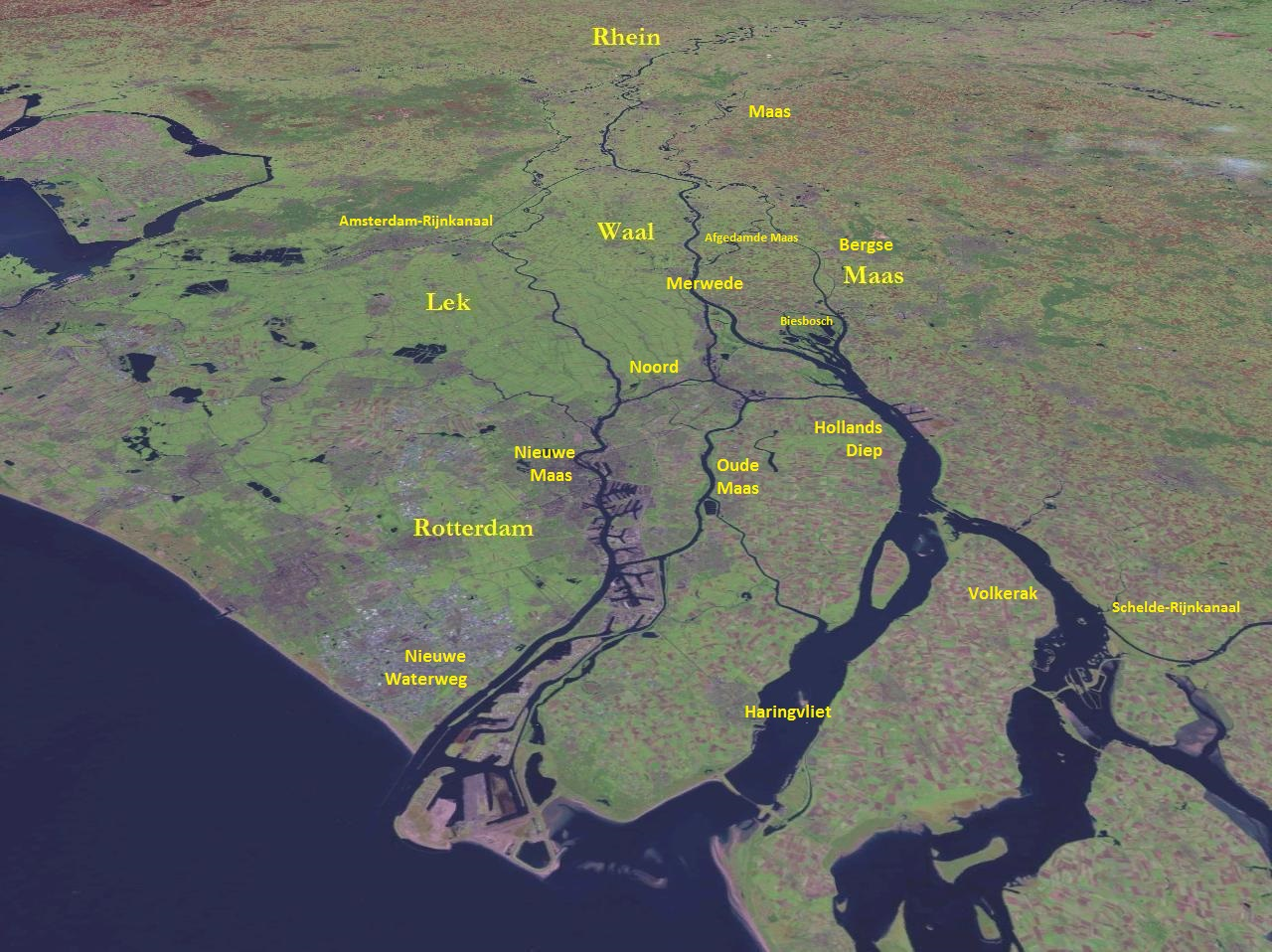
Rhein-Maas-Delta

Die Fläche beträgt 63 Quadratkilometer, es ist 2 bis 4 km breit und 6 bis 13 m tief. Bis 1987 hatte es Verbindung zur Nordsee, durch die Deltawerke wurde es aber abgetrennt und wurde Süßwasser, was zu Problemen mit Algenblüte führte. Es bestehen Pläne es zu einem Brackwasser-Gebiet zu machen, bisher (Stand 2018) nur im Westteil des Haringvliet realisiert.
In den Volkerak fließen von Südosten die Flüsse Dintel und Steenbergse Vliet sowie der Schelde-Rhein-Kanal, der ihn mit dem Süßwassergebiet des Zoommeer und dem Hafen von Antwerpen verbindet. Früher verlief dort statt des Kanals die Slaak genannte Wasserstraße, auf der 1631 eine Seeschlacht stattfand (Seeschlacht auf dem Slaak). Nahe den Schleusen befindet sich die ehemalige Festung Willemstad, Teil der Befestigungsanlagen am Hollands Diep und am Volkerak. Am Volkerak befindet sich auf der Festlandsseite das 539 Hektar große Naturschutzgebiet Dintelse Gorzen.
Der Volkerak ist bei Anglern beliebt (u. a. Zandern).

## Galerie

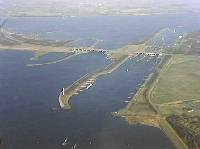
Volkerak mit Schleusen im Osten
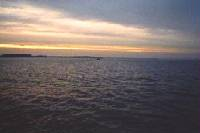
Volkerak
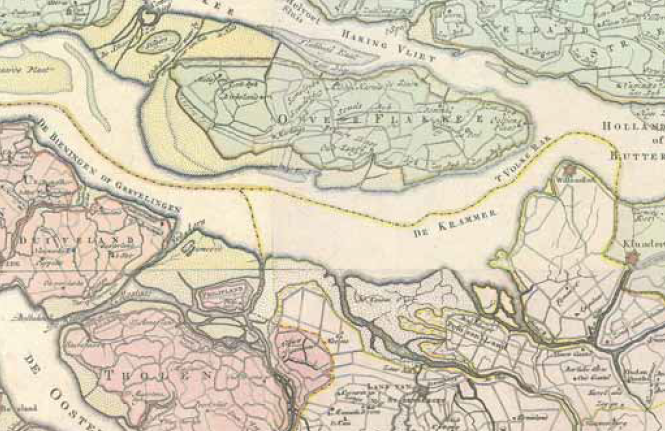
Karte von 1773